# Етемпи
Етемпи (фр. Etaimpuis) насеље је и општина у северној Француској у региону Горња Нормандија, у департману Приморска Сена која припада префектури Дјеп.
По подацима из 2011. године у општини је живело 725 становника, а густина насељености је износила 68,4 становника/km². Општина се простире на површини од 10,6 km². Налази се на средњој надморској висини од 150 метара (максималној 171 m, а минималној 132 m).

## Демографија
| 1962. | 1968. | 1975. | 1982. | 1990. | 1999. | 2011. |
| ----- | ----- | ----- | ----- | ----- | ----- | ----- |
| 400   | 388   | 405   | 508   | 550   | 523   | 725   |

График промене броја становника у току последњих година